# ميسيل وونغ
ميسيل وونغ (بالصينية: 黃曉盈) هي لاعبة جمباز فني صينية، ولدت في 11 مايو 1987 في هونغ كونغ في الصين.

## وصلات خارجية
- ميسيل وونغ على موقع الاتحاد الدولي للجمباز (biography) (الإنجليزية)
- ميسيل وونغ على موقع أوليمبيديا (الإنجليزية)